# Phare de Slītere
Le phare de Slītere (en letton : Slīteres bāka) est un phare inactif qui est situé à Dundaga, dans la région de Kurzeme en Lettonie. Il se trouve dans le Parc national de Slītere.

## Histoire
Le phare a été construit entre 1849-1850. Depuis le XIe siècle, la région a toujours été un site de pillards qui ont allumé des feux de signalisation trompeurs pour amener des navires de passage à s'échouer pour piller  leur cargaison. Vers la fin du dix-neuvième siècle, le baron Osten-Zakens fit abattre un grand nombre d'arbres et transformer l'endroit pour les pêcheurs de la région. Le phare fut construit juste après.
Ce phare fut le plus haut en Lettonie jusqu'à sa désactivation en 1999. Le phare est aussi le deuxième plus ancien en Lettonie, le plus ancien étant le phare d'Oviši de 1814. Sa lentille de Fresnel de 3e ordre est maintenant exposée au musée du phare d'Oviši.
Depuis 2002, il est ouvert au public sous la gestion du parc national. Il se trouve à environ 10 km au sud-ouest du cap Kolka.

## Description
Le phare est une tour cylindrique rouge en maçonnerie de 24 mètres de haut, avec galerie et lanterne. Il émettait à une hauteur focale de 82 mètres, un éclat blanc toutes les 10 secondes. Sa portée nominale n'est pas connue.
Identifiant : ARLHS : LAT-015 - ex-Amirauté : C-3477 .
|                |
| Détroit d'Irbe |

|          |
| Le phare |

### Lien connexe
- Liste des phares de Lettonie